# Elberta (Alabama)
Elberta – miasto w Stanach Zjednoczonych, w stanie Alabama, w hrabstwie Baldwin. Według danych na rok 2020 miejscowość zamieszkiwały 1974 osoby, a gęstość zaludnienia wyniosła 107,6 os./km².

## Geografia
Elberta ma łączną powierzchnię 18,33 km², w tym 18,07 km² stanowi ląd, a 0,26 km² stanowią wody. Miejscowość jest położona 20 m n.p.m..

### Klimat
Średnia temperatura wynosi 18 °C. Najcieplejszym miesiącem jest czerwiec (+24 °C), a najzimniejszym miesiącem jest styczeń (+9 °C). Średnie opady wynoszą 1855 mm rocznie. Najbardziej wilgotnym miesiącem jest luty (237 mm opadów), a najbardziej suchym miesiącem jest październik (58 mm opadów).

## Demografia

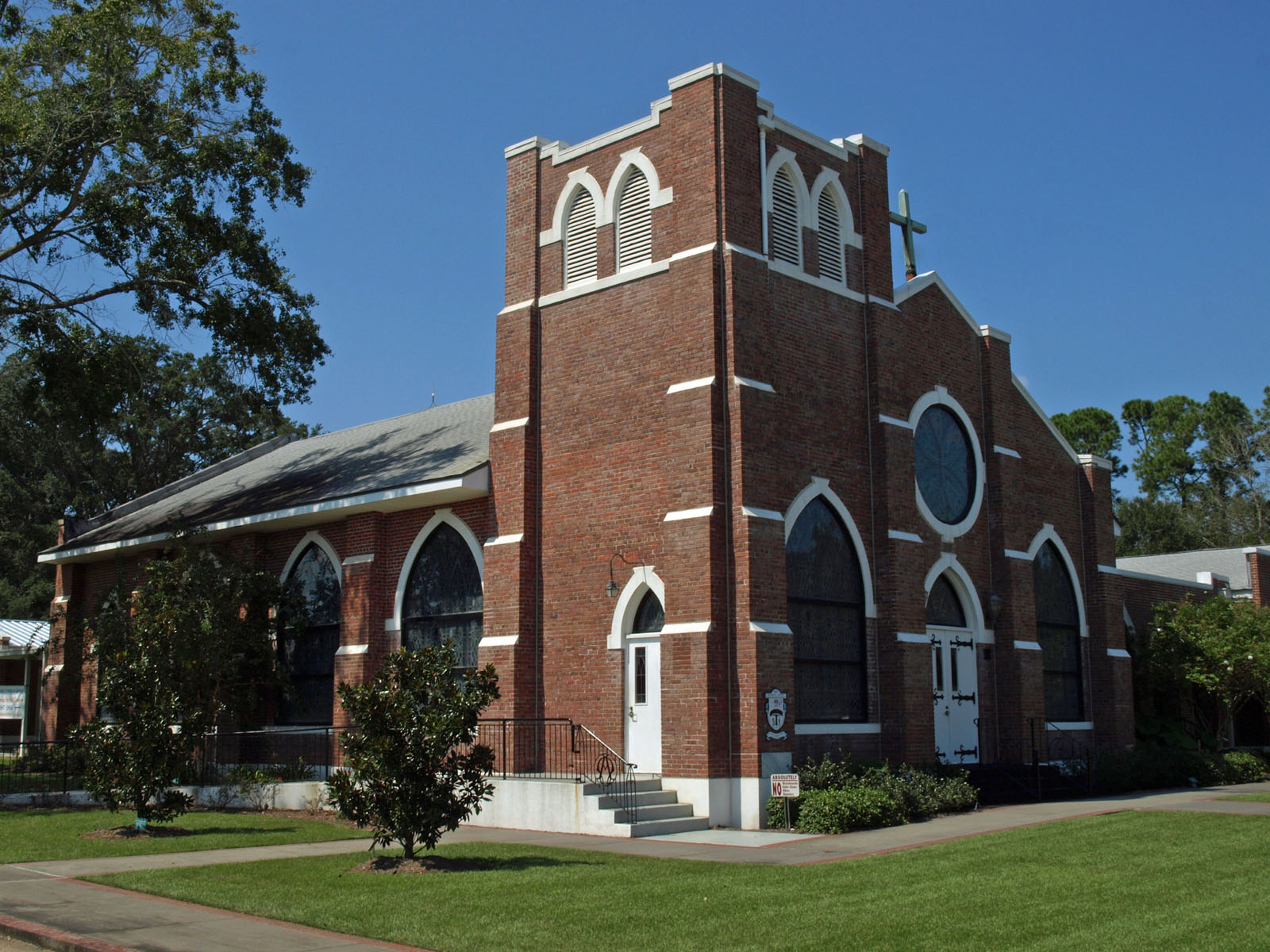
Kościół św. Marka w Elberta

### Spis powszechny z 2010 roku
W 2010 roku Elberta zamieszkiwało 1498 osób, a gęstość zaludnienia wyniosła 86 os./km². Miasto liczyło wówczas 653 gospodarstwa domowe, w których mieszkało 416 rodzin. Większość mieszkańców (92,9%) stanowili biali, natomiast 1,4% mieszkańców stanowili przedstawiciele rasy czarnej. Pozostałe 5,7% mieszkańców stanowili Azjaci (0,8%), Latynosi (4,6%) oraz przedstawiciele rdzennej ludności (0,3%).

### Spis powszechny z 2020 roku
Według danych na rok 2020 Elberta liczyło 1064 gospodarstwa domowe, w których mieszkały 953 rodziny. Większość mieszkańców (87,1%) stanowili biali, natomiast 1,6% mieszkańców stanowili przedstawiciele rasy czarnej. Pozostałe 11,3% mieszkańców stanowili Azjaci (0,05%), Latynosi (4,36%), przedstawiciele rdzennej ludności (0,51%) oraz 6,38% pozostałe rasy człowieka.
Historyczna populacja:
| Rok        | 1960 | 1970  | 1980   | 1990  | 2000   | 2010    | 2020   |
| ---------- | ---- | ----- | ------ | ----- | ------ | ------- | ------ |
| Ludność    | 384  | 395   | 491    | 458   | 552    | 1498    | 1974   |
| Zmiana w % |      | +2,9% | +24,3% | –6,7% | +20,5% | +171,4% | +31,8% |